# Tour de l'Ain 2001
Il Tour de l'Ain 2001, tredicesima edizione della corsa, si svolse dal 14 al 17 agosto 2001 su un percorso di 537 km ripartiti in 5 tappe, con partenza da Miribel e arrivo al Grand Colombier. Fu vinto dal bulgaro Ivajlo Gabrovski della Jean Delatour davanti al francese David Delrieu e al francese Christophe Oriol.

## Tappe
| Tappa  | Data      | Percorso                                                    | km    | Vincitore di tappa | Leader cl. generale |
| ------ | --------- | ----------------------------------------------------------- | ----- | ------------------ | ------------------- |
| 1ª     | 14 agosto | Miribel > Bourg-en-Bresse                                   | 162,1 | Samuel Dumoulin    | Samuel Dumoulin     |
| 2ª     | 15 agosto | Chatillon-sur-Chalaronne > Saint-Vulbas (cron. individuale) | 13,7  | Evgenij Petrov     | Evgenij Petrov      |
| 3ª     | 15 agosto | Saint-Didier-sur-Chalaronne > Chatillon-sur-Chalaronne      | 101,8 | Jay Sweet          | Evgenij Petrov      |
| 4ª     | 16 agosto | Lagnieu > Menthières                                        | 144,3 | Christophe Oriol   | Christophe Oriol    |
| 5ª     | 17 agosto | Bellegarde-sur-Valserine > Grand Colombier                  | 115,4 | David Delrieu      | Ivajlo Gabrovski    |
| Totale | Totale    | Totale                                                      | 537   |                    |                     |

## Dettagli delle tappe

### 1ª tappa
- 14 agosto: Miribel > Bourg-en-Bresse – 162,1 km

| Pos. | Corridore        | Squadra  | Tempo    |
| ---- | ---------------- | -------- | -------- |
| 1    | Samuel Dumoulin  | FDJ      | 3h37'04" |
| 2    | Grégory Faghel   | VC Saint | s.t.     |
| 3    | Frédéric Gabriel | Bonjour  | s.t.     |

| Pos. | Corridore        | Squadra  | Tempo    |
| ---- | ---------------- | -------- | -------- |
| 1    | Samuel Dumoulin  | FDJ      | 3h36'54" |
| 2    | Grégory Faghel   | VC Saint | a 4"     |
| 3    | Sylvain Chavanel | Bonjour  | s.t.     |

### 2ª tappa
- 15 agosto: Chatillon-sur-Chalaronne > Saint-Vulbas (cron. individuale) – 13,7 km

| Pos. | Corridore        | Squadra       | Tempo  |
| ---- | ---------------- | ------------- | ------ |
| 1    | Evgenij Petrov   | Mapei         | 17'19" |
| 2    | Christophe Oriol | Jean Delatour | a 3"   |
| 3    | Dmitriy Fofonov  | Cofidis       | a 10"  |

| Pos. | Corridore        | Squadra       | Tempo |
| ---- | ---------------- | ------------- | ----- |
| 1    | Evgenij Petrov   | Mapei         |       |
| 2    | Christophe Oriol | Jean Delatour | a 3"  |
| 3    | Dmitriy Fofonov  | Cofidis       | a 10" |

### 3ª tappa
- 15 agosto: Saint-Didier-sur-Chalaronne > Chatillon-sur-Chalaronne – 101,8 km

| Pos. | Corridore       | Squadra       | Tempo    |
| ---- | --------------- | ------------- | -------- |
| 1    | Jay Sweet       | Big Mat       | 2h33'23" |
| 2    | Lénaic Olivier  | Jean Delatour | s.t.     |
| 3    | Samuel Dumoulin | FDJ           | s.t.     |

| Pos. | Corridore        | Squadra       | Tempo    |
| ---- | ---------------- | ------------- | -------- |
| 1    | Evgenij Petrov   | Mapei         | 6h27'46" |
| 2    | Christophe Oriol | Jean Delatour | a 3"     |
| 3    | Dmitriy Fofonov  | Cofidis       | a 10"    |

### 4ª tappa
- 16 agosto: Lagnieu > Menthières – 144,3 km

| Pos. | Corridore        | Squadra       | Tempo    |
| ---- | ---------------- | ------------- | -------- |
| 1    | Christophe Oriol | Jean Delatour | 4h01'53" |
| 2    | Ivajlo Gabrovski | Jean Delatour | a 23"    |
| 3    | Laurent Paumier  | VC Saint      | a 1'20"  |

| Pos. | Corridore        | Squadra       | Tempo     |
| ---- | ---------------- | ------------- | --------- |
| 1    | Christophe Oriol | Jean Delatour | 10h29'42" |
| 2    | Ivajlo Gabrovski | Jean Delatour | a 53"     |
| 3    | David Delrieu    | AG2R          | a 1'52"   |

### 5ª tappa
- 17 agosto: Bellegarde-sur-Valserine > Grand Colombier – 115,4 km

| Pos. | Corridore        | Squadra       | Tempo    |
| ---- | ---------------- | ------------- | -------- |
| 1    | David Delrieu    | AG2R          | 3h08'10" |
| 2    | Ivajlo Gabrovski | Jean Delatour | a 23"    |
| 3    | Sylvain Chavanel | Bonjour       | a 2'23"  |

| Pos. | Corridore        | Squadra       | Tempo     |
| ---- | ---------------- | ------------- | --------- |
| 1    | Ivajlo Gabrovski | Jean Delatour | 13h39'08" |
| 2    | David Delrieu    | AG2R          | a 36"     |
| 3    | Christophe Oriol | Jean Delatour | a 3'17"   |

## Classifiche finali

### Classifica generale
| Pos. | Corridore        | Squadra                   | Tempo     |
| ---- | ---------------- | ------------------------- | --------- |
| 1    | Ivajlo Gabrovski | Jean Delatour             | 13h39'08" |
| 2    | David Delrieu    | Ag2r Prévoyance-Décathlon | a 36"     |
| 3    | Christophe Oriol | Jean Delatour             | a 3'17"   |
| 4    | Sylvain Chavanel | Bonjour                   | a 3'29"   |
| 5    | Dmitriy Fofonov  | Cofidis                   | a 4'07"   |
| 6    | Laurent Paumier  | VC Saint-Quentin-Oktos    | a 4'52"   |
| 7    | Benoît Poilvet   | Crédit Agricole           | a 5'07"   |
| 8    | Patrick Jonker   | Big Mat-Auber 93          | a 5'19"   |
| 9    | Evgenij Petrov   | Mapei-Quick Step          | a 5'48"   |
| 10   | Benoit Luminet   |                           | a 6'03"   |